# Домањано
Домањано (итал. Domagnano) је насеље и седиште истоимене општине у оквиру Републике Сан Марина, једне од најмањих у Европи.

## Природни услови
Домањано се налази у источном делу Сан Марина и на 19 километара од првог већег града Риминија. Надморска висина средишта општине је 357 метара.

## Становништво
Општина Домањано је по последњим проценама из 2010. године имала 3.104 ст. Протеклих деценија број становника у општини расте.
Домањано се дели на пет села: Ка Ђанино, Фиорина, Пјандивело, Спацио Ђанони и Тораћија.